# Penta-di-Casinca
Penta-di-Casinca (korsisch A Penta; italienisch Penta di Casinca) ist eine französische Gemeinde mit 3.523 Einwohnern (Stand: 1. Januar 2022) im Département Haute-Corse auf der Insel Korsika. Sie gehört administrativ zum Arrondissement Corte  ist Teil des Kantons Casinca-Fiumalto. Die Einwohner werden Pentolais (korsisch: Pentulacci) genannt.

## Geographie
Die Gemeinde wird im Osten durch das Tyrrhenische Meer und im Süden durch den Fluss Fium Alto begrenzt. Umgeben wird Penta-di-Casinca durch die Nachbargemeinden Sorbo-Ocagnano im Norden, Castellare-di-Casinca im Norden und Nordosten, Taglio-Isolaccio im Süden, Porri im Südwesten, Silvareccio im Westen und Südwesten sowie Loreto-di-Casinca im Nordwesten.
Zur Gemeinde gehört neben dem Kernort auch die Ortschaft Folelli. Durch die Gemeinde führt die Route nationale 198.

## Bevölkerungsentwicklung
| Jahr      | 1962 | 1968 | 1975 | 1982 | 1990 | 1999 | 2006 | 2017 |
| --------- | ---- | ---- | ---- | ---- | ---- | ---- | ---- | ---- |
| Einwohner | 546  | 683  | 861  | 1348 | 1917 | 2438 | 2761 | 3396 |

## Sehenswürdigkeiten
- Kirche Le Christ-Roi in der Ortschaft Folelli
- Kirche Saint-Michel im Kernort